# Michael D. Coogan
Michael D. Coogan, né en 1942, enseigne l'Ancien Testament (Bible hébraïque) à la Harvard Divinity School. Il est directeur de publications au musée sémitique d'Harvard et professeur émérite d'études religieuses au Stonehill College. Il a aussi enseigné à l'université Fordham, aux collèges Boston, Wellesley et à l'université de Waterloo (Ontario). Coogan a dirigé des fouilles archéologiques en Israël, en Jordanie, à Chypre et en Égypte et a donné de nombreuses conférences. Élevé dans le religion catholique il a été jésuite dix ans.

## Biographie
Coogan a obtenu son doctorat en Langues et Littératures du Proche-Orient en 1971 à Harvard
Coogan est apparu dans une émission Nova de la PBA : The Bible's Buried Secrets. Ce documentaire enquêtait sur l'origine des anciens israélites, sur l'évolution de leur croyance religieuse et sur la création de la Bible.
En 2000 il a reçu le prix Stonehill en récompense de son parcours universitaire et de son professorat.

## Œuvres
Reconnu comme l'un des plus éminents biblistes universitaires des États-Unis, il est l'auteur de The Old Testament : A Historical and Literary Introduction to the Hebrew Scriptures, l'éditeur de The New Oxford Annotated Bible, de The Oxford Encyclopedia of the Books of the Bible et de  Oxford Biblical Studies Online et un contributeur de quelques travaux de références comme The Encyclopedia of Religion, HarperCollins Bible Dictionary et The New Jerome Biblical Commentary. D'autres projets qu'il a conçu, édité ou aidé sont, par exemple The Oxford Companion to the Bible, The Illustrated Guide to World Religions et The Oxford History of the Biblical World. Sa dernière étude est God and Sex : What the Bible Really Says publiée en 2010.